# Crash! Boom! Bang!
Crash! Boom! Bang! är ett musikalbum och det femte av den svenska popduon Roxette, som släpptes den 9 april 1994. Albumet producerades av Clarence Öfwerman.

## Bakgrund
I Storbritannien utkom albumet även på vinyl, och hamnade trea på UK Albums Chart. Albumet skulle sälja mer än fem miljoner exemplar, och följdes av deras andra världsturné, Crash! Boom! Bang! World Tour, där de uppträdde för över en miljon människor, inklusive det andra framträdandet någonsin av en internationell akt i Kina. På scen förutom Gessle och Fredriksson spelade Pelle Alsing trummor, Clarence Öfwerman keyboards, Jonas Isacsson gitarr, Anders Herrlin bas, Mikael Nord Andersson gitarr och Mats Myrdal Persson slagverk. Brainpool var förband, och världsturnén avslutades i Moskva den 2 maj 1995.

## Låtlista
| Nr           | Titel                                 | Längd    |
| ------------ | ------------------------------------- | -------- |
| 1.           | Harleys & Indians (Riders In The Sky) | 03:45    |
| 2.           | Crash! Boom! Bang!                    | 05:02    |
| 3.           | Fireworks                             | 03:58    |
| 4.           | Run To You                            | 03:39    |
| 5.           | Sleeping in My Car                    | 03:47    |
| 6.           | Vulnerable                            | 05:03    |
| 7.           | The First Girl On The Moon            | 03:11    |
| 8.           | Place Your Love                       | 03:09    |
| 9.           | I Love The Sound Of Crashing Guitars  | 04:49    |
| 10.          | What's She Like?                      | 04:16    |
| 11.          | Do You Wanna Go The Whole Way?        | 04:11    |
| 12.          | Lies                                  | 03:41    |
| 13.          | I'm Sorry                             | 03:10    |
| 14.          | Love Is All (Shine Your Light On Me)  | 06:41    |
| 15.          | Go To Sleep                           | 03:58    |
| Total längd: | Total längd:                          | 01:02:20 |

## Favorites From Crash! Boom! Bang!
Roxettes relation med sitt amerikanska skivbolag hade 1994 försämrats. Svenska EMI och Roxette övertalades, och istället släpptes det en version med 10 låtar från Crash! Boom! Bang! i USA till ett lägre pris, exklusivt via McDonald's-restauranger. Den sålde en miljon exemplar, och en del av intäkterna gick till välgörenhet (Ronald Mcdonald Children Charities). Flera skivbutikskedjor i USA vägrade då att släppa originalalbumet. Andra artister som t.ex Tina Turner, Elton John och Garth Brooks släppte redan utgivna låtar som samlingsalbum, medan Roxette släppte nytt material.
Favorites From Crash! Boom! Bang! distribuerades av CEMA Special Markets.

## Singlar
- Sleeping in My Car [mars 1994]
  1. Sleeping in My Car (Single edit)
  2. The Look (MTV unplugged)
  3. Sleeping in My Car (The Stockholm Demo Version)
- Crash! Boom! Bang! [maj 1994]
  1. Crash! Boom! Bang! (Single edit)
  2. Joyride (MTV unplugged)
  3. Run To You (Demo)
- Fireworks [augusti 1994]
  1. Fireworks (Single edit)
  2. Dangerous (MTV unplugged)
  3. Fireworks (Jesus Jones Remix)
  4. The Rain (Demo)
- Run To You [november 1994]
  1. Run To You
  2. Don't Believe In Accidents (Demo)
  3. Almost Unreal (Demo)
  4. Crash! Boom! Bang! (Demo)
- Vulnerable [februari 1995]
  1. Vulnerable (Single edit)
  2. The Sweet Hello, The Sad Goodbye
  3. Vulnerable (Demo)
  4. I'm Sorry (Demo)

## Medverkande
- Sång - Per Gessle och Marie Fredriksson
- Text - Per Gessle på alla spår
- Musik - Per Gessle, förutom:

"Go To Sleep": Musik av Marie Fredriksson
- Elgitarrer - Jonas Isacsson, Per Gessle, Janne Oldaeus, Mats Persson och Pelle Sirén
- Akustiskta gitarrer - Jonas Isacsson, Per Gessle och Pelle Sirén
- Dobrogitarr - Per Gessle
- Programmering - Clarence Öfwerman och Anders Herrlin
- Trummor och slagverk - Pelle Alsing, Nicki Wallin, Christer Jansson, Mats "Myrdal" Persson och Alar Suurna.
- Keyboards - Clarence Öfwerman
- Munspel - Jalle Lorensson och Per Gessle
- Mandolin - Jonas Isacsson och Mats Persson
- Basgitarr - Anders Herrlin
- Körsång - Vicki Benckert, Staffan Öfwerman, Per Gessle och Marie Fredriksson

Producerad och arrangerad av Clarence Öfwerman
Inspelning och mix Alar Suurna
Alla sånger publicerade av Jimmy Fun Music, förutom

"Go To Sleep" Jimmy Fun Music/Shock the Music

### Fotnoter
1. ↑  ”Roxette”. Arkiverad från originalet den 24 augusti 2011. https://web.archive.org/web/20110824031633/http://www.roxette.se/discography.php. Läst 10 juni 2011.
2. ↑  Lindström, Sven (2025-01-26). Att vara Per Gessle: en auktoriserad biografi
3. ↑  ”roxette-crash-boom-bang-30th-anniversary-reissue/”. https://superdeluxeedition.com/news/roxette-crash-boom-bang-30th-anniversary-reissue/. Läst 26 januari 2025.
4. ↑  Lindström, Sven (2025-02-05). Att vara Per Gessle:en auktoriserad biografi
5. ↑  ”Gessle intervju”. https://roxetteblog.com/tag/crash-boom-bang/. Läst 26 januari 2025.
6. ↑  Lindström, Sven (2025-01-26). Att vara Per Gessle : en auktoriserad biografi
7. ↑  Information från CD texthäfte.